# Championnats du monde d'aviron 1988
Navigation
Édition précédente Édition suivante
Les championnats du monde d'aviron 1988, dix-huitième édition des championnats du monde d'aviron, ont lieu le 6 août 1988 à Milan, en Italie.
1988 étant une année olympique, seules les épreuves non-olympiques de poids légers sont disputés, en marge des Championnats du monde d'aviron juniors.

## Médaillés

### Hommes
| Épreuves                              | Or | Or            | Argent | Argent        | Bronze | Bronze        |
| ------------------------------------- | --- | ------------- | --- | ------------- | --- | ------------- |
| Skiff poids légers LM1x               | Alwin Otten (FRG) | 7 min 5 s 60  | Frans Göbel (NED) | 7 min 9 s 86  | Ruggero Verroca (ITA) | 7 min 10 s 57 |
| Deux de couple poids légers LM2x      | Italie Enrico Gandola Francesco Esposito | 6 min 30 s 42 | Allemagne de l'Ouest Hartmut Schäfer Roland Ehrenfels                                                                                    | 6 min 32 s 83 | Pays-Bas Theo Nieuweboer Jan van Bekkum | 6 min 33 s 61 |
| Quatre sans barreur poids légers LM4- | Italie Mauro Torta Dario Longhin Massimo Lana Nerio Gainotti                                                                                                   | 6 min 9 s 48  | Grande-Bretagne Rob Williams Nicholas Howe Richard Metcalf Michael Diserens                                                              | 6 min 13 s 31 | Allemagne de l'Ouest Thomas Palm Erik Ring Gerd Meyer Sebastian Franke                                                                              | 6 min 15 s 98 |
| Huit poids légers LM8+                | Italie Alfredo Striani Andrea Re Stefano Spremberg Maurizio Losi Fabrizio Ravasi Enrico Barbaranelli Sabino Bellomo Vittorio Torcellan Luigi Velotti (barreur) | 5 min 43 s 35 | États-Unis Jeff Pfaendtner Mike Tuchen Luke Nelson John Irvine Tom White Edward Hewitt Tim Howell Tim O'Brien Michael O'Gorman (barreur) | 5 min 45 s 88 | Danemark Peter Lund Bo Vestergaard Niels Henriksen Jesper Vedel Flemming Meyer Lars Rasmussen Vagn Nielsen Svend Blitskov Stephen Masters (barreur) | 5 min 46 s 5  |

### Femmes
| Épreuves                              | Or                                                     | Or            | Argent                                                                   | Argent        | Bronze                                                                            | Bronze        |
| ------------------------------------- | ------------------------------------------------------ | ------------- | ------------------------------------------------------------------------ | ------------- | --------------------------------------------------------------------------------- | ------------- |
| Skiff poids légers LM1x               | Kristine Karlson (USA)                                 | 7 min 45 s 25 | Angela Schuster (FRG)                                                    | 7 min 48 s 13 | Maria Sava (ROU)                                                                  | 7 min 48 s 62 |
| Deux de couple poids légers LM2x      | Pays-Bas Laurien Vermulst Ellen Meliesie               | 7 min 11 s 85 | France Christine Liégeois Aline Peyrat                                   | 7 min 14 s 87 | Grande-Bretagne Gillian Bond Caroline Lucas                                       | 7 min 15 s 94 |
| Quatre sans barreur poids légers LM4- | Chine Zeng Meilan Zhang Huajie Lin Zhi-ai Liang Sanmei | 6 min 51 s 47 | Australie Brigid Cassells Leeanne Whitehouse Marina Cade Justine Carroll | 6 min 54 s 98 | Allemagne de l'Ouest Christiane Zimmer Claudia Engels Sonja Petri Kathrin Schamck | 6 min 56 s 67 |